# Laslău Mic
Laslău Mic – wieś w Rumunii, w okręgu Marusza, w gminie Suplac. W 2011 roku liczyła 363 mieszkańców.